# Liste der Monuments historiques in Isle-Aumont
Die Liste der Monuments historiques in Isle-Aumont führt die Monuments historiques in der französischen Gemeinde Isle-Aumont auf.

## Liste der Immobilien
| Bezeichnung      | Beschreibung | Standort             | Kennzeichnung | Schutzstatus | Datum | Bild           |
| ---------------- | --- | -------------------- | ------------- | ------------ | ----- | -------------- |
| Kirche St-Pierre | ab dem 11. Jahrhundert, mit karolingerzeitlichen Bauteilen; einschließlich des umgebenden merowingerzeitlichen Friedhofs | Rue de Châtel (Lage) | PA00078122    | Classé       | 1967  | weitere Bilder |

## Liste der Objekte
| Bezeichnung                              | Beschreibung | Standort                                      | Kennzeichnung | Schutzstatus | Datum | Bild           |
| ---------------------------------------- | --- | --------------------------------------------- | ------------- | ------------ | ----- | -------------- |
| Kanzel                                   | Eichenholz, 1753 | in der Kirche St-Pierre (Lage)                | PM10004107    | Inscrit      | 1973  | weitere Bilder |
| Skulptur Heilige Katharina               | Gips, 20. Jahrhundert; Kopie einer Skulptur aus dem 16. Jahrhundert                                                                      | in der Kirche St-Pierre (Lage)                | PM10000922    | Classé       | 1913  |                |
| Skulptur Heiliger Rochus                 | Holz, farbig gefasst, 16. Jahrhundert | in der Kirche St-Pierre (Lage)                | PM10000923    | Classé       | 1913  |                |
| Pietà                                    | Kalkstein, farbig gefasst, 1510 | in der Kirche St-Pierre (Lage)                | PM10003132    | Classé       | 1908  |                |
| Skulptur Grablegung                      | Gipskopie einer Skulptur aus dem 16. Jahrhundert; Verbleib unbekannt                                                                     | in der Kirche St-Pierre (Lage)                | PM10003133    | Classé       | 1908  |                |
| Skulptur Heilige Barbara                 | Kalkstein, farbig gefasst, 16. Jahrhundert                                                                                               | in der Kirche St-Pierre (Lage)                | PM10003134    | Classé       | 1908  |                |
| Hauptaltar                               | Altartisch, Retabel und Tabernakel; Holz, farbig gefasst und vergoldet, 18. Jahrhundert; zugehörig PM10004108, PM10004119 und PM10004120 | in der Kirche St-Pierre (Lage)                | PM10004106    | Inscrit      | 1973  | weitere Bilder |
| Wandvertäfelung mit zwei Kredenzen       | Holz, farbig gefasst und vergoldet, 18. Jahrhundert                                                                                      | in der Kirche St-Pierre (Lage)                | PM10004108    | Inscrit      | 1973  |                |
| Gemälde Mariä Himmelfahrt                | Ölfarbe auf Leinwand, 18. Jahrhundert; nach Annibale Carracci                                                                            | in der Kirche St-Pierre (Lage)                | PM10004119    | Inscrit      | 1973  |                |
| Zwei Engelsskulpturen                    | Holz, einfarbig gefasst und vergoldet, 18. Jahrhundert                                                                                   | in der Kirche St-Pierre (Lage)                | PM10004120    | Inscrit      | 1973  |                |
| Skulptur Heiliger Claudius               | Kalkstein, farbig gefasst, 16. Jahrhundert                                                                                               | in der Kirche St-Pierre (Lage)                | PM10000919    | Classé       | 1908  |                |
| Skulptur Heilige Martha                  | Eichenholz, Ende des 15. Jahrhunderts | in der Kirche St-Pierre (Lage)                | PM10000921    | Classé       | 1913  |                |
| Kirchenstuhl                             | Eichenholz, 18. Jahrhundert | in der Kirche St-Pierre (Lage)                | PM10000927    | Classé       | 1975  |                |
| Skulptur Madonna mit Kind (1)            | Eichenholz, 14. Jahrhundert; Verbleib unbekannt, vermutlich zerstört                                                                     | Roche, ehemals in der Kapelle St-Reine (Lage) | PM10000930    | Classé       | 1913  |                |
| Acht Sarkophage                          | Ensemble aus PM10003138 bis PM10003145                                                                                                   | in der Kirche St-Pierre (Lage)                | PM10000929    | Classé       | 1984  |                |
| Sarkophag Nr. 1                          | Kalkstein, 6. Jahrhundert | in der Kirche St-Pierre (Lage)                | PM10003138    | Classé       | 1984  |                |
| Sarkophag Nr. 4                          | Kalkstein, 8. oder frühes 9. Jahrhundert                                                                                                 | in der Kirche St-Pierre (Lage)                | PM10003139    | Classé       | 1984  |                |
| Sarkophag Nr. 38                         | Kalkstein, 5. oder 6. Jahrhundert | in der Kirche St-Pierre (Lage)                | PM10003140    | Classé       | 1984  |                |
| Sarkophag Nr. 5                          | Kalkstein, 5. Jahrhundert | in der Kirche St-Pierre (Lage)                | PM10003141    | Classé       | 1984  |                |
| Sarkophag Nr. 116                        | Kalkstein, 8. Jahrhundert | in der Kirche St-Pierre (Lage)                | PM10003142    | Classé       | 1984  |                |
| Sarkophag Nr. 276                        | Kalkstein, 6. Jahrhundert | in der Kirche St-Pierre (Lage)                | PM10003143    | Classé       | 1984  |                |
| Sarkophag Nr. 283                        | Kalkstein, 7. Jahrhundert | in der Kirche St-Pierre (Lage)                | PM10003144    | Classé       | 1984  |                |
| Sarkophag Nr. 748                        | Kalkstein, 7. Jahrhundert | in der Kirche St-Pierre (Lage)                | PM10003145    | Classé       | 1984  |                |
| Skulptur Christus in der Rast            | Kalkstein, farbig gefasst, 1530er Jahre, dem Meister von Bouilly zugeschrieben                                                           | in der Kirche St-Pierre (Lage)                | PM10000916    | Classé       | 1908  |                |
| Skulptur Heilige Anna                    | Gipskopie einer Skulptur aus dem 16. Jahrhundert; Verbleib unbekannt                                                                     | in der Kirche St-Pierre (Lage)                | PM10000917    | Classé       | 1908  |                |
| Kruzifix (1)                             | Eichenholz, farbig gefasst, 13. Jahrhundert                                                                                              | in der Kirche St-Pierre (Lage)                | PM10000925    | Classé       | 1971  |                |
| Kapitell (1)                             | Kalkstein, 12. Jahrhundert | in der Kirche St-Pierre (Lage)                | PM10000926    | Classé       | 1975  |                |
| Chorgestühl                              | Eichenholz, 18. Jahrhundert | in der Kirche St-Pierre (Lage)                | PM10004104    | Inscrit      | 1973  |                |
| Adlerpult                                | Eichenholz, farbig gefasst, 17. Jahrhundert                                                                                              | in der Kirche St-Pierre (Lage)                | PM10004105    | Inscrit      | 1973  |                |
| Skulptur Heiliger Leo der Große          | Kalkstein, farbig gefasst, 16. Jahrhundert                                                                                               | in der Kirche St-Pierre (Lage)                | PM10003136    | Classé       | 1908  |                |
| Skulptur Heiliger Eligius                | Gipskopie einer Skulptur aus dem 16. Jahrhundert; Verbleib unbekannt                                                                     | in der Kirche St-Pierre (Lage)                | PM10003135    | Classé       | 1908  |                |
| Skulptur Madonna mit Kind (2)            | Kalkstein, farbig gefasst, um 1523, dem Meister von Mailly zugeschrieben                                                                 | in der Kirche St-Pierre (Lage)                | PM10000913    | Classé       | 1894  | weitere Bilder |
| Zwölf-Apostel-Retabel                    | Kalkstein, farbig gefasst, Mitte des 16. Jahrhunderts, wohl aus Italien                                                                  | in der Kirche St-Pierre (Lage)                | PM10000914    | Classé       | 1908  | weitere Bilder |
| Skulptur eines heiligen Bischofs         | Kalkstein, farbig gefasst, 16. oder 17. Jahrhundert                                                                                      | in der Kirche St-Pierre (Lage)                | PM10000915    | Classé       | 1908  |                |
| Skulptur Petrus                          | Kalkstein, farbig gefasst, Ende des 16. Jahrhunderts                                                                                     | in der Kirche St-Pierre (Lage)                | PM10000920    | Classé       | 1908  |                |
| Kapitell (2)                             | Kalkstein, 12. Jahrhundert | in der Kirche St-Pierre (Lage)                | PM10000928    | Classé       | 1975  |                |
| Skulptur Heiliger Nikolaus               | Kalkstein, farbig gefasst, 16. Jahrhundert                                                                                               | in der Kirche St-Pierre (Lage)                | PM10000918    | Classé       | 1908  |                |
| Skulptur Heiliger Joseph mit Jesusknaben | Kalkstein, einfarbig gefasst, zweites Viertel des 16. Jahrhunderts                                                                       | in der Kirche St-Pierre (Lage)                | PM10000924    | Classé       | 1913  |                |
| Skulptur eines Bischofs                  | Eichenholz, 15. Jahrhundert; Verbleib unbekannt, vermutlich zerstört                                                                     | Roche, ehemals in der Kapelle St-Reine (Lage) | PM10000931    | Classé       | 1913  |                |
| Skulptur Heiliger Robert von Molesme     | Kalkstein, Ende des 16. Jahrhunderts | in der Kirche St-Pierre (Lage)                | PM10003137    | Classé       | 1908  | weitere Bilder |
| Kruzifix (2)                             | Holz, farbig gefasst und vergoldet, 18. Jahrhundert                                                                                      | in der Kirche St-Pierre (Lage)                | PM10004103    | Inscrit      | 1973  |                |